# Nalo Hopkinson

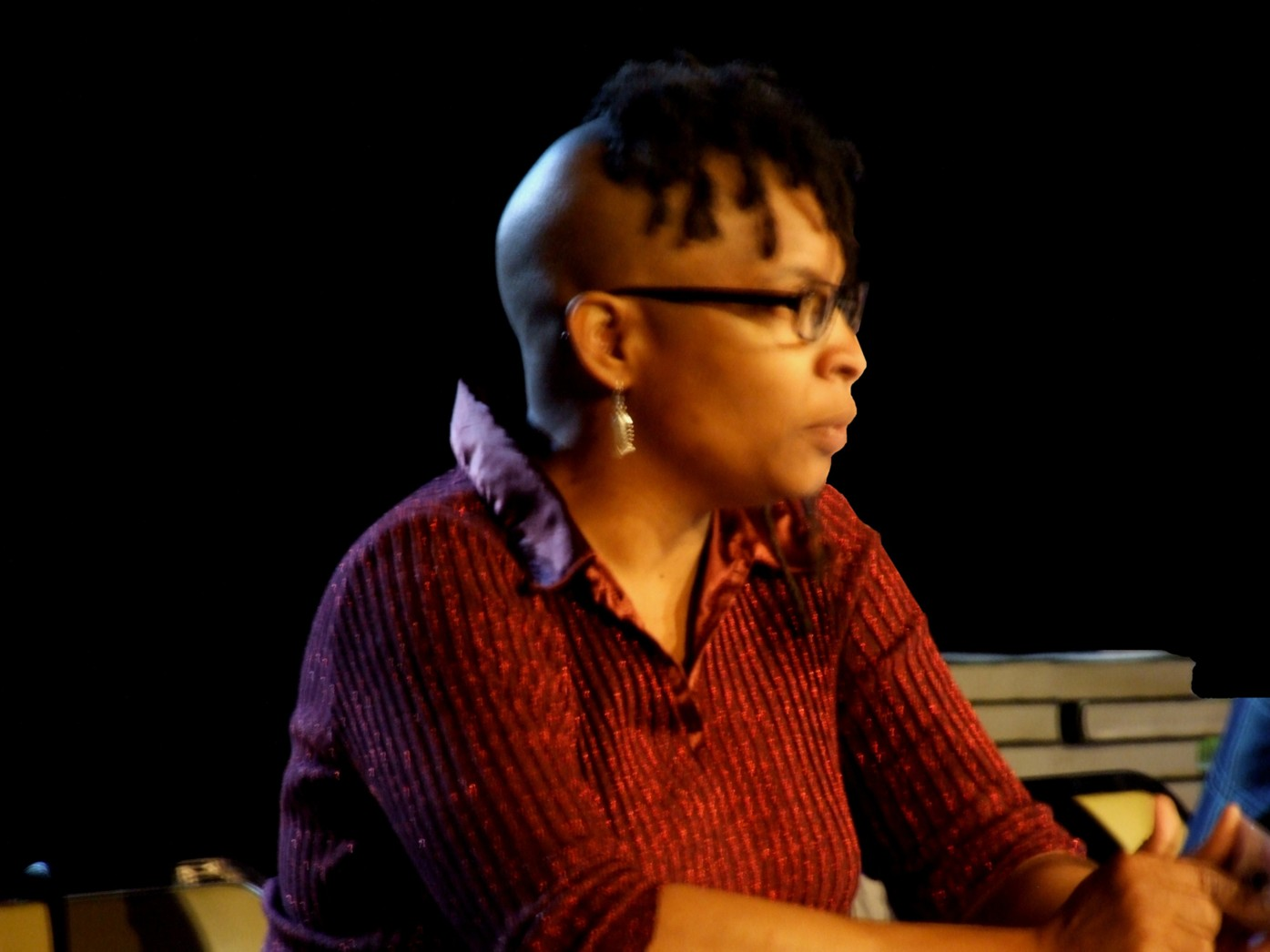
Nalo Hopkinson, 2007

Nalo Hopkinson (* 20. Dezember 1960 in Jamaika) ist eine kanadische Autorin.

## Leben
Hopkinson wurde 1960 in Jamaica geboren.  Nach ihrer Schulzeit studierte Hopkinson an der Seton Hill University in Greensburg, Pennsylvania.
1995 war sie Teilnehmerin des renommierten Clarion Workshops für angehende Science-Fiction- und Fantasy-Autoren, bei dem sie in der Folge auch als Dozentin wirkte.
Als Autorin verfasste Hopkinson mehrere Romane und Kurzgeschichten im Bereich Science-Fiction und Fantasy und erhielt für ihre Werke mehrere Preise und Auszeichnungen. Hopkinson nahm die kanadische Staatsbürgerschaft an und wohnt in Kanada.

## Werke

### Romane
- Brown Girl in the Ring, Aspect / Warner Books 1998, ISBN 0-446-67433-8
- Midnight Robber, Aspect / Warner Books 1998, ISBN 0-446-67560-1
- The Salt Roads, Warner Books 2003, ISBN 0-446-53302-5
- The New Moon's Arms, Warner Books 2007, ISBN 0-446-57691-3
- The Chaos, Margaret K. McElderry Books 2012, ISBN 978-1-4169-5488-0
- Sister Mine, Grand Central Publishing 2013, ISBN 978-0-446-57692-5

### Kurzgeschichtensammlungen
- Skin Folk, Aspect / Warner Books 2001, ISBN 0-446-67803-1
- Report from Planet Midnight, PM Press 2012, ISBN 978-1-60486-497-7
- Falling in Love with Hominids, Tachyon Publications 2015, ISBN 978-1-61696-198-5

### Anthologien
- Whispers from the Cotton Tree Root: Caribbean Fabulist Fiction, Invisible Cities Press 2000, ISBN 0-9679683-2-1
- Mojo: Conjure Stories, Aspect / Warner Books 2003, ISBN 0-446-67929-1
- So Long Been Dreaming: Postcolonial Science Fiction & Fantasy, Arsenal Pulp Press 2004,  ISBN 1-55152-158-X (mit Uppinder Mehan)
- Tesseracts Nine: New Canadian Speculative Fiction, Edge Science Fiction and Fantasy Publishing 2005, ISBN 1-894063-26-0 (mit Geoff Ryman)
- Particulates, Dia Art Foundation 2018, ISBN 978-0-944521-88-5

## Preise und Auszeichnungen (Auswahl)
- 1999 Locus Award für den Roman Brown Girl in the Ring (Bester Erstling)
- 1999 nominiert für den Philip K. Dick Award für Brown Girl in the Ring
- 1999 John W. Campbell Best New Writer Award
- 2002 World Fantasy Award für ihre Kurzgeschichtensammlung Skin Folk
- 2002 Sunburst Award für ihre Kurzgeschichtensammlung Skin Folk
- 2004 Gaylactic Spectrum Award für den Roman Salt Roads
- 2007 Sunburst Award für den Roman The New Moon's Arms
- 2017 British Fantasy Award für die Anthologie People of Colour Destroy Science Fiction
- 2019 Aufnahme in die Anthologie New Daughters of Africa von Margaret Busby
- 2021 Damon Knight Memorial Grand Master Award